# Swiss Fort Knox

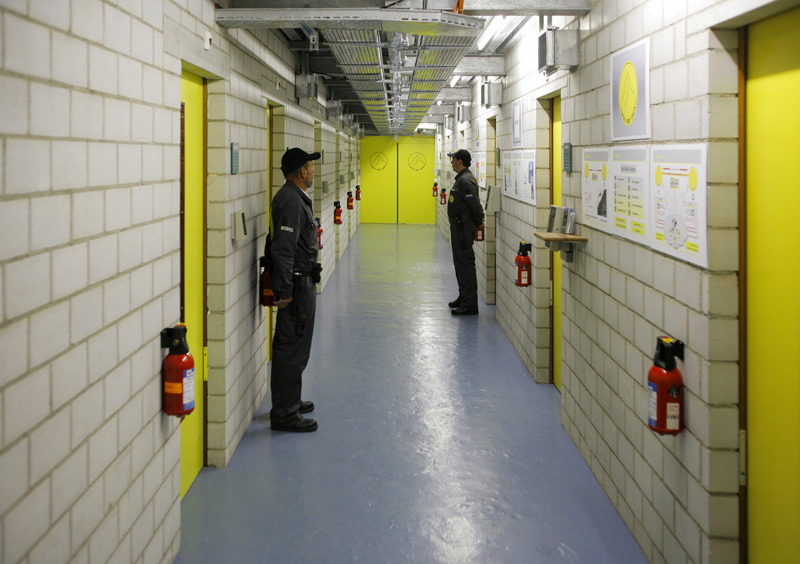
En el interior del Swiss Fort Knox.

Swiss Fort Knox son dos altamente seguras data centers bajo los Alpes suizos, diseñados para dar "acceso de largo término a activos digitales culturales y científicos ".
Las cajas selladas contienen claves para descifrar los formatos digitales obsoletos para generaciones futuras. Y están almacenados en las instalaciones conocidas como Swiss Fort Knox. En ese búnker de los Alpes suizos, algunos investigadores europeos depositaron un 'genoma digital' que servirá de modelo a las generaciones futuras para leer los datos almacenados usando tecnología obsoleta. Acompañados por guardias de seguridad, los científicos transportaron una cápsula del tiempo a través de un laberinto de túneles y cinco zonas de seguridad hasta una cámara acorazada cerca de las pistas de esquí de la estación de Gstaad. 
La caja sellada contiene una clave para descifrar los formatos digitales entonces obsoletos, que serán almacenados durante el próximo cuarto de siglo tras una puerta de varias toneladas, lo suficientemente fuerte como para resistir un ataque nuclear en esas instalaciones de almacenamiento de datos. 

"Los libros con las notas de Einstein se pueden bajar de la estantería y leerlos. Pero las notas de Stephen Hawking se almacenan guardadas en formato digital"

, afirmó el bibliotecario británico Adam Farquhar, uno de los dos archivista e informáticos encargados de instalar la cápsula. 
Esta cápsula es la culminación de un proyecto de cuatro años denominado "Planetas", que se basa en la experiencia de 16 bibliotecas europeas, archivos e instituciones de investigación, para preservar los recursos digitales existentes en el mundo, como el hardware y el software, y que se han ido reemplazando a un ritmo vertiginoso. 

"La cápsula del tiempo depositada dentro de Swiss Fort Knox contiene el equivalente digital del código genético de diferentes formatos de datos, un 'genoma digital'"

, comentó Farquhar, coordinador del proyecto de 15 millones de euros. 

"Ni siquiera puedo leer mi propia tesis ya, salvo en formato de papel, porque no teníamos nada de esto cuando yo la escribí"

, agregó. Ya se han creado alrededor de 100 gigas de datos -el equivalente a 24 t de libros- por cada individuo del planeta, que van desde las fotos de las vacaciones hasta registros sanitarios, según dijeron los organizadores del proyecto, añadiendo que eso implica a más de mil millones de discos de CD con datos en todo el mundo[cita requerida]. 
Mientras los avances tecnológicos ayudan a las personas a vivir más tiempo, el periodo de la tecnología se acorta, lo que supone que la Unión Europea pierde activos de información digital por valor de al menos 3.000 millones de euros al año, indicaron los expertos[cita requerida]. 
Los estudios muestran que los formatos comunes de almacenamiento de datos, como CD y DVD, duran 20 años, mientras que los formatos de archivos digitales tienen una esperanza de vida de cinco a siete años solamente, y el hardware incluso menos. 

"El incumplimiento de medidas adecuadas de preservación digital  puede costar miles de millones en el futuro"

, aseguró Andreas Rauber, profesor de la Universidad de Tecnología de Viena y que participa en este proyecto.  Sin el soporte de software y sin los sistemas operativos compatibles, y sabiendo lo que es un disco, que nos permita solamente leer los archivos será totalmente imposible, puntualizó Farquhar. 
El proyecto espera preservar los "datos del ADN", la información y las utilidades para acceder y leer material digital histórico y disminuir la pérdida de memoria digital en los próximos siglos.